# チェルチヴェント
チェルチヴェント（伊: Cercivento; フリウリ語: Çurçuvint））は、イタリア共和国フリウリ＝ヴェネツィア・ジュリア州ウーディネ県にある、人口約600人の基礎自治体（コムーネ）。

## 地理

### 位置・広がり

#### 隣接コムーネ
隣接するコムーネは以下の通り。
- パルッツァ
- ラヴァスクレット
- ストリオ

### 気候分類・地震分類
チェルチヴェントにおけるイタリアの気候分類 (it) および度日は、zona F, 3548 GGである。
また、イタリアの地震リスク階級 (it) では、zona 2 (sismicità media) に分類される。

## 行政

### 分離集落
チェルチヴェントには、以下の分離集落（フラツィオーネ）がある。
- Cercivento di Sopra, Cercivento di Sotto Località: Chiandelin, Fascin, Queste, Vidal